# Nella notte
Nella notte è il sesto e ultimo singolo estratto dall'album degli 883 Nord sud ovest est., ma il remix del brano realizzato da Molella e pubblicato su singolo viene incluso nell'album Remix '94. Il brano è contenuto anche in Gli anni, Mille grazie, TuttoMax, Le canzoni alla radio e Max Forever Vol.1.

## Tracce
1. Nella notte (Original Molella Remix)
2. Nella notte (Molella Radio Mix)
3. Nella notte (Extended play)
4. Nella notte (Album version)

## Formazione
- Max Pezzali - voce
- Mauro Repetto - voce addizionale
- Demo Morselli - tromba

- Pierpaolo Peroni - tastiera, sintetizzatori
- Mario Zapparoli - drum machine
- Marco Guarnerio - chitarra
- Marco Repetto - basso[senza fonte]

## Classifica
| Classifica (1994) | Posizione massima |
| ----------------- | ----------------- |
| Italia            | 6                 |